# 巴扎夫盧喬克
47°56′39″N 34°1′32″E / 47.94417°N 34.02556°E
巴扎夫盧喬克（烏克蘭語：Базавлучок），是烏克蘭中部的村莊，隸屬第聶伯羅彼得羅夫斯克州的克里維里赫區。該村處於巴扎夫盧克河畔，分別距離捷爾努瓦特卡1公里和薩多韋1.5公里，海拔高度87米，2001年人口194。